# Bela IV de Hungría
Bela IV (1206-3 de mayo de 1270) fue rey de Hungría y Croacia entre 1235 y 1270, y duque de Estiria de 1254 a 1258. Como primogénito del rey Andrés II, fue coronado por iniciativa de un grupo de nobles influyentes mientras todavía vivía su padre en 1214. El rey, que se opuso firmemente a la coronación de su hijo, se negó a entregarle una provincia para gobernar hasta 1220. En ese año, Bela fue nombrado duque de Eslavonia, también con jurisdicción en Croacia y Dalmacia. Al mismo tiempo, Bela se casó con María, una de las hijas de Teodoro I Láscaris, emperador de Nicea. A partir de 1226, gobernó Transilvania con el título de duque. Apoyó misiones cristianas entre los cumanos paganos que habitaban en las planicies al este de su provincia. Algunos jefes cumanos reconocieron su soberanía y adoptó el título de rey de Cumania en 1233. El rey Andrés murió el 21 de septiembre de 1235 y Bela lo sucedió. Intentó restaurar la autoridad real, que había disminuido bajo su padre. Para este propósito, revisó las concesiones de tierras de sus predecesores y reclamó antiguas propiedades reales, lo que causó descontento entre los nobles y los prelados.
Los mongoles invadieron Hungría y aniquilaron al ejército de Bela en la batalla de Mohi el 11 de abril de 1241. Escapó del campo de batalla, pero un destacamento mongol lo persiguió de pueblo en pueblo hasta Trogir en la costa del mar Adriático. Aunque sobrevivió a la invasión, los mongoles devastaron el país antes de su inesperada retirada en marzo de 1242. Bela introdujo reformas radicales para preparar su reino contra una segunda invasión mongola. Permitió que los barones y los prelados erigieran fortalezas de piedra y establecieran sus fuerzas armadas privadas. Promovió el desarrollo de ciudades fortificadas. Durante su reinado, miles de colonos llegaron del Sacro Imperio Romano, Polonia y otras regiones vecinas para establecerse en las tierras despobladas. Los esfuerzos de Bela para reconstruir su país devastado le valieron el epíteto del «segundo fundador del Estado húngaro» (en húngaro: második honalapító).
Estableció una alianza defensiva contra los mongoles, que incluía a Daniel Románovich, príncipe de Galitzia, Boleslao V el Casto, duque de Cracovia y otros príncipes rutenos y polacos. Sus aliados lo apoyaron en la ocupación del Ducado de Estiria en 1254, aunque lo perdería ante el rey Otakar II de Bohemia seis años después. Durante el reinado de Bela, se estableció una amplia zona de contención, que incluía Bosnia, Barancs y otras regiones recién conquistadas, a lo largo de la frontera sur de Hungría en la década de 1250.
La relación de Bela con su hijo mayor y heredero, Esteban, se volvió tensa a principios de la década de 1260, porque el rey anciano favoreció a su hija Ana y a su hijo menor, Bela, duque de Eslavonia. Se vio obligado a ceder los territorios del Reino de Hungría al este del río Danubio a Esteban, lo que provocó una guerra civil que se prolongó hasta 1266. Sin embargo, la familia de Bela fue famosa por su piedad: falleció como un terciario franciscano y la veneración de sus tres santas hijas, Kinga, Yolanda y Margarita, fueron confirmadas por la Santa Sede.

## Infancia (1206-1220)

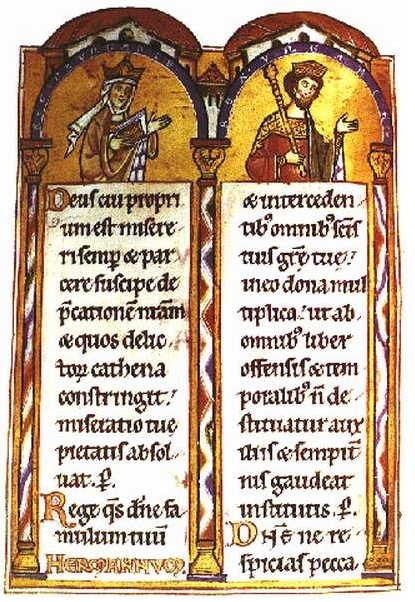
Los padres de Bela—Gertrudis de Merania y Andrés II de Hungría—descritos en el Salterio de Landgrave en el siglo del Ducado de Turingia.

Bela (en castellano Gabriel) era el primogénito del rey Andrés II de Hungría con su primera esposa, Gertrudis de Merania. Nació en la segunda mitad de 1206. Por iniciativa del rey Andrés, el papa Inocencio III ya había apelado a los prelados y barones húngaros el 7 de junio para hacer un juramento de lealtad al futuro hijo del rey.
La reina Gertrudis mostró un evidente favoritismo hacia sus parientes y cortesanos alemanes, lo que acarreó un descontento generalizado entre la nobleza nativa. Estos aprovecharon la campaña de su esposo en el distante Principado de Galitzia, un grupo de nobles agraviados la detuvo y asesinó en los bosques de las colinas de Pilis el 28 de septiembre de 1213. El rey Andrés únicamente castigó a uno de los conspiradores, un cierto conde Pedro, después de su regreso de Galitzia. Aunque Bela era un niño cuando su madre fue asesinada, nunca la olvidó y declaró su profundo respeto hacia ella en muchas de sus cartas reales.
Andrés II comprometió a su primogénito con una hija del zar Boril de Bulgaria en 1213 o 1214, pero su compromiso se anuló. En 1214, el rey solicitó al papa que excomulgara a algunos señores no identificados que planeaban coronar rey a su hijo. Aun así, Bela, de ocho años, fue coronado ese mismo año, pero su padre no le otorgó una provincia para gobernar. Además, al partir para una cruzada a Tierra Santa en agosto de 1217, el rey designó a Juan, arzobispo de Esztergom, para representarlo durante su ausencia. Durante este período, el príncipe permaneció con su tío materno Bertoldo de Merania en Steyr, en el Sacro Imperio Romano Germánico. Andrés II regresó de Tierra Santa a fines de 1218. El rey había arreglado el compromiso de su hijo con María, hija de Teodoro I Láscaris, emperador de Nicea. La princesa acompañó a su futuro suegro a Hungría y se casó con Bela en 1220.

## Rey joven

### Duque de Eslavonia (1220-1226)

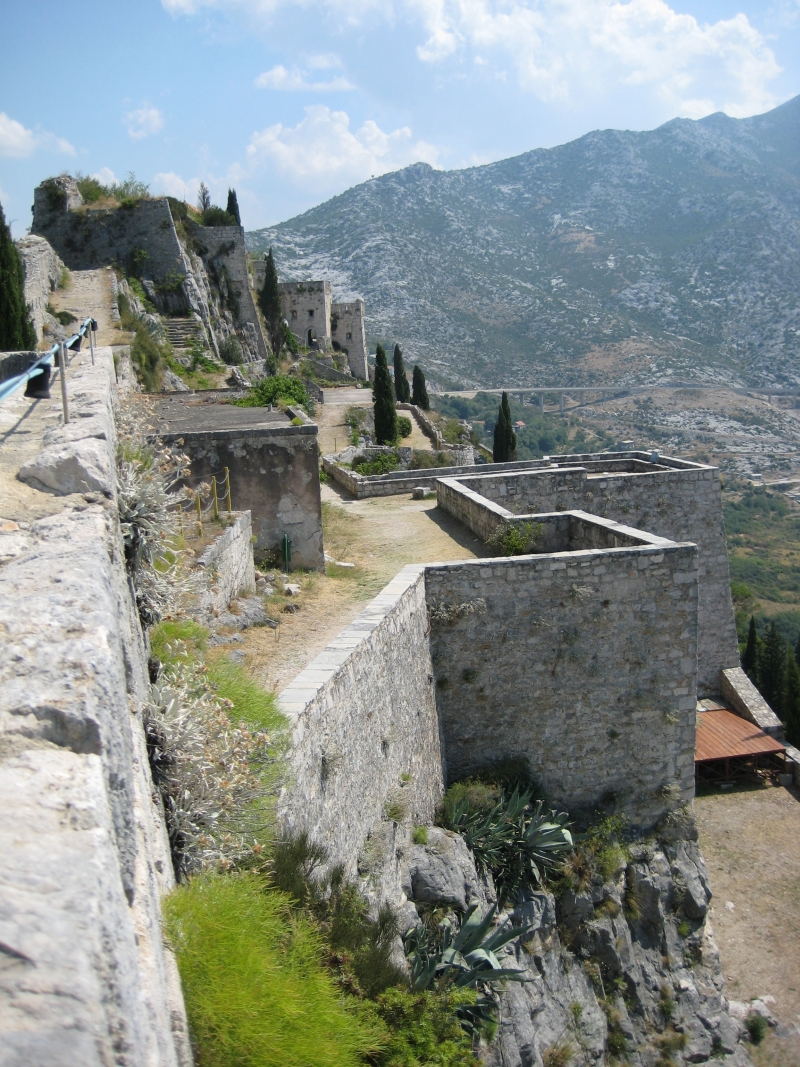
Fortaleza de Klis (vista desde su punto oeste, hacia el este); Bela lo capturó de Domaldo de Sidraga, un noble rebelde de Dalmacia en 1223.

Andrés II cedió las tierras entre el mar Adriático y el río Drava (Croacia, Dalmacia y Eslavonia) a Bela en 1220. Una carta de 1222 del papa Honorio III revela que «algunos hombres malvados» habían forzado al rey a compartir su reino con su heredero. Bela inicialmente es mencionado como «rey e hijo del rey Andrés» en sus cartas; desde 1222 adoptó el título «por la gracia de Dios, rey, hijo del rey de Hungría y duque de toda Eslavonia».
El príncipe se separó de su esposa en la primera mitad de 1222 a pedido de su padre. Sin embargo, el papa Honorio se negó a declarar el matrimonio ilegal. Bela aceptó la decisión del papa y se refugió en Austria de la ira de su padre. Regresó, junto con su esposa, solo después de que los prelados en la primera mitad de 1223 convencieron a su padre para que lo perdonara. Tras regresar a su Ducado de Eslavonia, el príncipe lanzó una campaña contra Domaldo de Sidraga, un noble rebelde de Dalmacia, y capturó su fortaleza en Klis. Los dominios de Domaldo fueron confiscados y distribuidos entre sus rivales, los Šubići, que habían apoyado a Bela durante el asedio.

### Duque de Transilvania (1226-1235)
El rey Andrés transfirió a Bela de Eslavonia a Transilvania en 1226. En Eslavonia, fue sucedido por su hermano, Colomán. Como duque de Transilvania, el príncipe adoptó una política expansionista dirigida a los territorios sobre los montes Cárpatos. Apoyó las actividades de proselitismo de los dominicos entre los cumanos, que dominaban estas tierras. En 1227 cruzó las montañas y se reunió con Boricio, un jefe cumano, que había decidido convertirse al cristianismo. En la reunión celebrada, Boricio y sus súbditos fueron bautizados y reconocieron la soberanía húngara. Ese mismo año se estableció la diócesis de Cumania en sus tierras.
Bela se había opuesto durante mucho tiempo a las «inútiles y superfluas concesiones perpetuas» de su padre, porque la distribución de las propiedades reales destruía la base tradicional de la autoridad real. Comenzó a reclamar las concesiones de tierras del rey Andrés en todo el país en 1228. El papa apoyó sus esfuerzos, pero el rey a menudo obstaculizó la ejecución de las órdenes de su hijo. Bela también confiscó las propiedades de dos nobles, los hermanos Simón y Miguel Kacsics, que habían conspirado contra su madre.

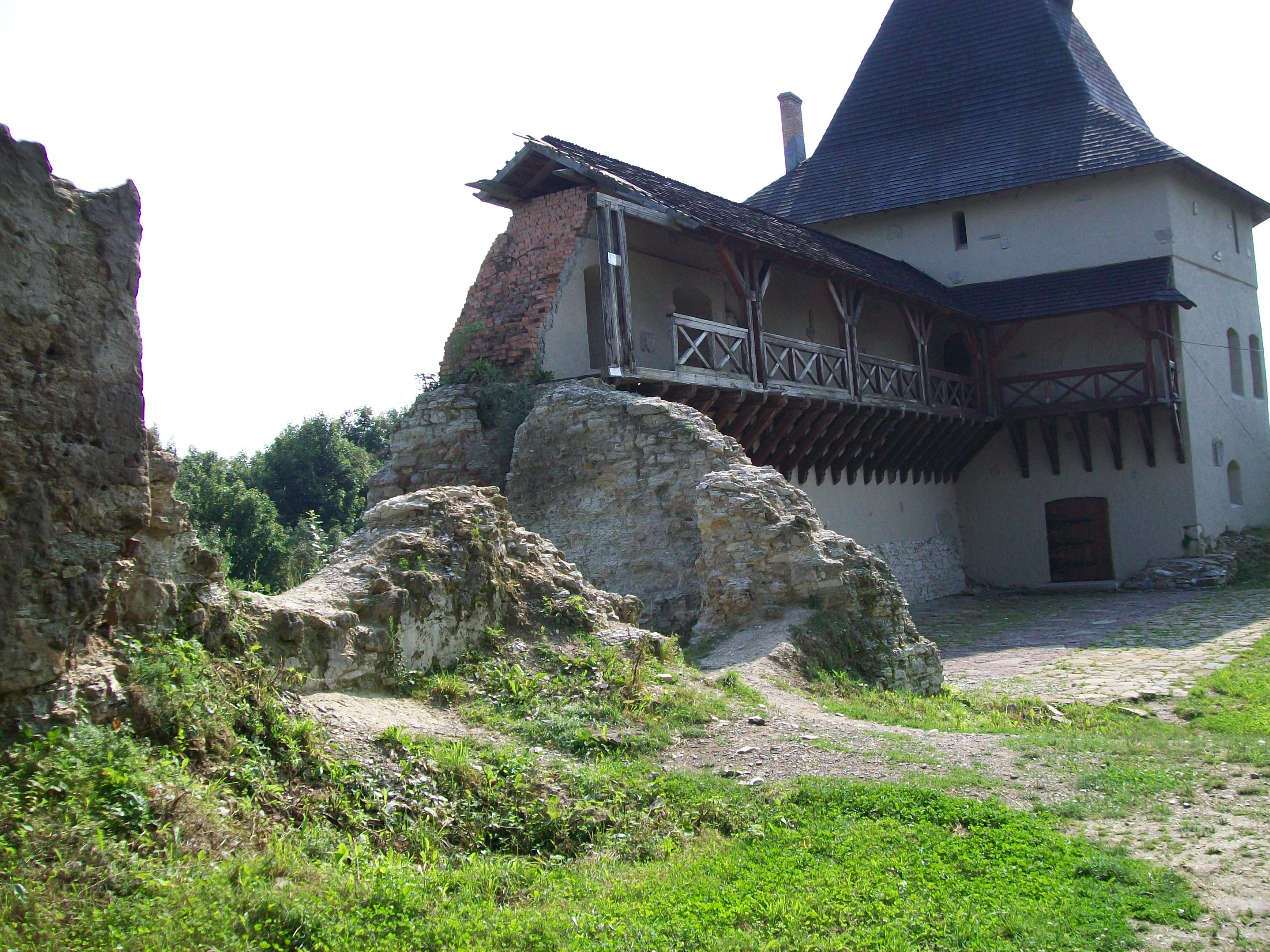
Ruinas de la fortaleza de Galitzia.

El hermano menor de Bela, Andrés de Galitzia, fue expulsado de su principado en la primavera de 1229. El príncipe decidió ayudarlo a recuperar su trono, jactándose con orgullo de que la ciudad de Galitzia «no permanecería en la faz de tierra, porque no había nadie para librarla de sus manos», según la crónica de Galitzia y Volinia. Cruzó los montes Cárpatos y asedió Galitzia junto con sus aliados cumanos en 1229 o 1230. Sin embargo, no pudo apoderarse de la ciudad y retiró sus tropas. La crónica de Galitzia y Volinia escribe que muchos soldados húngaros «murieron de muchas aflicciones» en su camino a casa.
Bela invadió Bulgaria y sitió Vidin en 1228 o 1232, pero no pudo capturar la fortaleza. Casi al mismo tiempo, estableció una nueva provincia fronteriza, el Banato de Severin, en las tierras entre los Cárpatos y el bajo Danubio. En muestra de su soberanía en las tierras al este de los Cárpatos, adoptó el título de «rey de Cumania» en 1233. Bela también patrocinó la misión del monje Julianus y tres frailes dominicos que decidieron visitar a los descendientes de los húngaros que habían permanecido siglos en la Magna Hungaria, la tierra ancestral de los húngaros.

## Su reinado

### Antes de la invasión mongola (1235-1241)

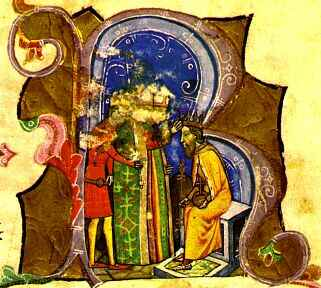
Coronación de Bela como rey (miniatura del Chronicon Pictum).

El rey Andrés murió el 21 de septiembre de 1235. Bela, que sucedió a su padre sin oposición, fue coronado rey por el arzobispo Roberto de Esztergom en Székesfehérvár el 14 de octubre de ese mismo año. Despidió y castigó a muchos de los asesores más cercanos de su padre. Por ejemplo, hizo cegar al nádor Dionisio y encarcelar a Julius Kán. El primero fue acusado de tener, en vida del rey Andrés, un relación adúltera con la reina Beatriz, la joven viuda del rey. El nuevo monarca ordenó encerrar a su madrastra, pero esta logró escapar al Sacro Imperio Romano Germánico, donde dio a luz a un hijo póstumo, Esteban. Bela y su hermano Colomán consideraron a su medio hermano como bastardo.
El rey declaró que su propósito principal era «la restitución de los derechos reales» y «la restauración de la situación que existía en el país» durante el reinado de su abuelo, Bela III. Según el contemporáneo Roger de Apulia, incluso «mandó quemar las sillas de los barones» para evitar que se sentaran en su presencia durante las reuniones del consejo real. Bela estableció comisiones especiales que revisaron todas las cartas reales de concesiones de tierras hechas después de 1196. La anulación de las donaciones anteriores lo alejó de muchos de sus súbditos. El papa Gregorio IX protestó enérgicamente por la retirada de las concesiones reales hechas a los cistercienses y las órdenes militares. A cambio de la renuncia de Bela a la recuperación de las propiedades reales en 1239, el papa lo autorizó a emplear judíos y musulmanes locales en la administración financiera, a la que la Santa Sede se había opuesto durante décadas.
Después de regresar de la Magna Hungaria en 1236, Julianus informó al rey de los mongoles, que para entonces habían llegado al río Volga y planeaban invadir Europa. Los mongoles invadieron Cumania, las regiones más occidentales de la Estepa euroasiática y derrotaron a los cumanos. Huyendo de los invasores, al menos 40 000 cumanos se acercaron a las fronteras orientales del Reino de Hungría y exigieron su admisión en 1239. Bela solo acordó darles refugio luego que su jefe, Köten, prometiera convertirse junto con su pueblo al cristianismo y luchar contra los mongoles. Sin embargo, el asentamiento de masas de estos nómadas en las llanuras a lo largo del río Tisza dio lugar a muchos conflictos entre ellos y los aldeanos locales. Bela, que necesitaba el apoyo militar de estos, rara vez los castigaba por sus robos, violaciones y otras fechorías. Sus súbditos húngaros pensaban que estaba predispuesto a favor de los recién llegados, por lo tanto «surgió enemistad entre el pueblo y el rey», según Roger de Apulia.
El rey apoyó el desarrollo de las ciudades. Por ejemplo, confirmó las libertades de los ciudadanos de Székesfehérvár y otorgó privilegios a los colonos húngaros y alemanes en Bars en 1237. Zadar, una ciudad en Dalmacia que había pasado a manos de Venecia en 1202, reconoció la soberanía húngara en 1240.

### Invasión mongola de Hungría (1241-1242)
Los mongoles se reunieron en las tierras que bordeaban Hungría y Polonia bajo el mando de Batú Kan en diciembre de 1240. Exigieron la sumisión de Bela a su Gran Kan Ogodei, pero este se negó a ceder y fortificó los pasos montañosos. Los mongoles rompieron las barricadas erigidas en el paso Verecke (paso Veretsky, Ucrania) el 12 de marzo de 1241.
El duque Federico II de Austria, que llegó para ayudar a los húngaros contra los invasores, derrotó a una pequeña tropa mongola cerca de Pest. Tomó prisioneros, incluidos cumanos de la estepa euroasiática que se habían visto obligados a unirse a los mongoles. Cuando los ciudadanos de Pest se dieron cuenta de la presencia de cumanos en el ejército invasor, surgió una histeria colectiva. La población acusó a Köten y a su gente de cooperar con el enemigo. Se produjo un motín y la muchedumbre masacró al séquito del cumano. Köten fue asesinado o se suicidó. Al enterarse del destino de su jefe, sus cumanos decidieron abandonar Hungría y destruyeron muchos pueblos en su camino hacia la península balcánica.

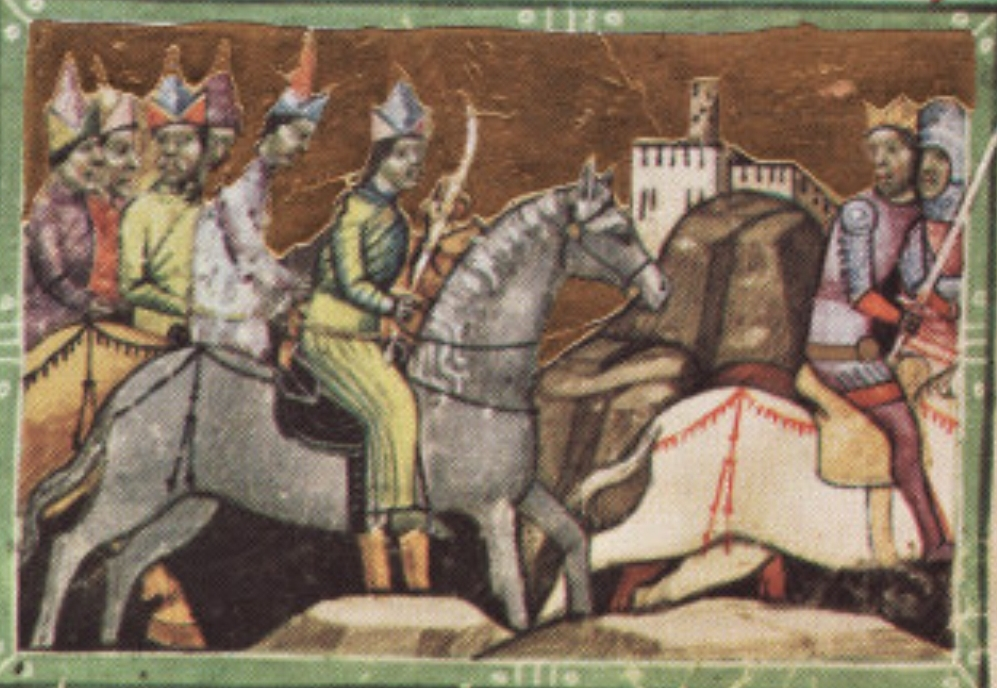
Los mongoles persiguiendo a Bela después de su catastrófica derrota en la batalla de Mohi el 11 de abril de 1241 (miniatura del Chronicon Pictum).

Con la partida de los cumanos, Bela perdió a sus aliados más valiosos. Pudo reunir un ejército de menos de 60 000 contra los invasores. El ejército real estaba mal preparado y sus comandantes—los barones disgustados por la política de Bela—«hubieran querido que el rey fuera derrotado para que luego fueran más apreciados por este», según el relato de Roger de Apulia. El ejército húngaro fue prácticamente aniquilado en la batalla de Mohi, en el río Sajó, el 11 de abril de 1241. Un gran número de señores, prelados y nobles húngaros fueron asesinados, y el propio rey escapó por poco del campo de batalla. Huyó a través de Nitra a Presburgo. Los mongoles triunfantes ocuparon y asolaron la mayoría de las tierras al este del río Danubio a fines de junio.
Por invitación del duque Federico II de Austria, Bela fue a Hainburg an der Donau. Sin embargo, en lugar de ayudarlo, el duque lo obligó a ceder tres condados (probablemente Locsmánd, Pozsony y Sopron). De Hainburg, huyó a Zagreb y envió cartas al papa Gregorio IX, al emperador Federico II Hohenstaufen, al rey Luis IX de Francia y a otros monarcas de Europa occidental, instándolos a enviar refuerzos a Hungría. Con la esperanza de asistencia militar, incluso aceptó la soberanía del emperador Federico II en junio. El papa declaró una cruzada contra los mongoles, pero no llegaron refuerzos.
Los mongoles cruzaron el congelado Danubio a principios de 1242. Un destacamento de estos bajo el mando de Kadan, hijo de Ogodei, persiguió a Bela de pueblo en pueblo en Dalmacia. El rey se refugió en la bien fortificada Trogir. Antes de que Kadan asediara la ciudad en marzo, llegaron noticias de la muerte del Gran Kan. Batú Kan quería asistir a la elección del sucesor de Ogodei con suficientes tropas y ordenó la retirada de todas sus fuerzas. Bela, que estaba agradecido con Trogir, concedió a la ciudad tierras cerca de Split, lo que originó un conflicto duradero entre las dos ciudades dálmatas.

### «Segundo fundador del Estado húngaro» (1242-1261)
A su regreso a Hungría en mayo de 1242, Bela encontró un país en ruinas. La devastación fue especialmente fuerte en las llanuras al este del Danubio, donde al menos la mitad de las aldeas estaban despobladas. Los mongoles habían destruido la mayoría de los centros de administración tradicionales, que fueron defendidos por muros de tierra y madera. Solamente los lugares bien fortificados, como Esztergom, Székesfehérvár y la abadía de Pannonhalma, habían resistido con éxito el asedio. Una hambruna severa ocurrió entre 1242 y 1243.

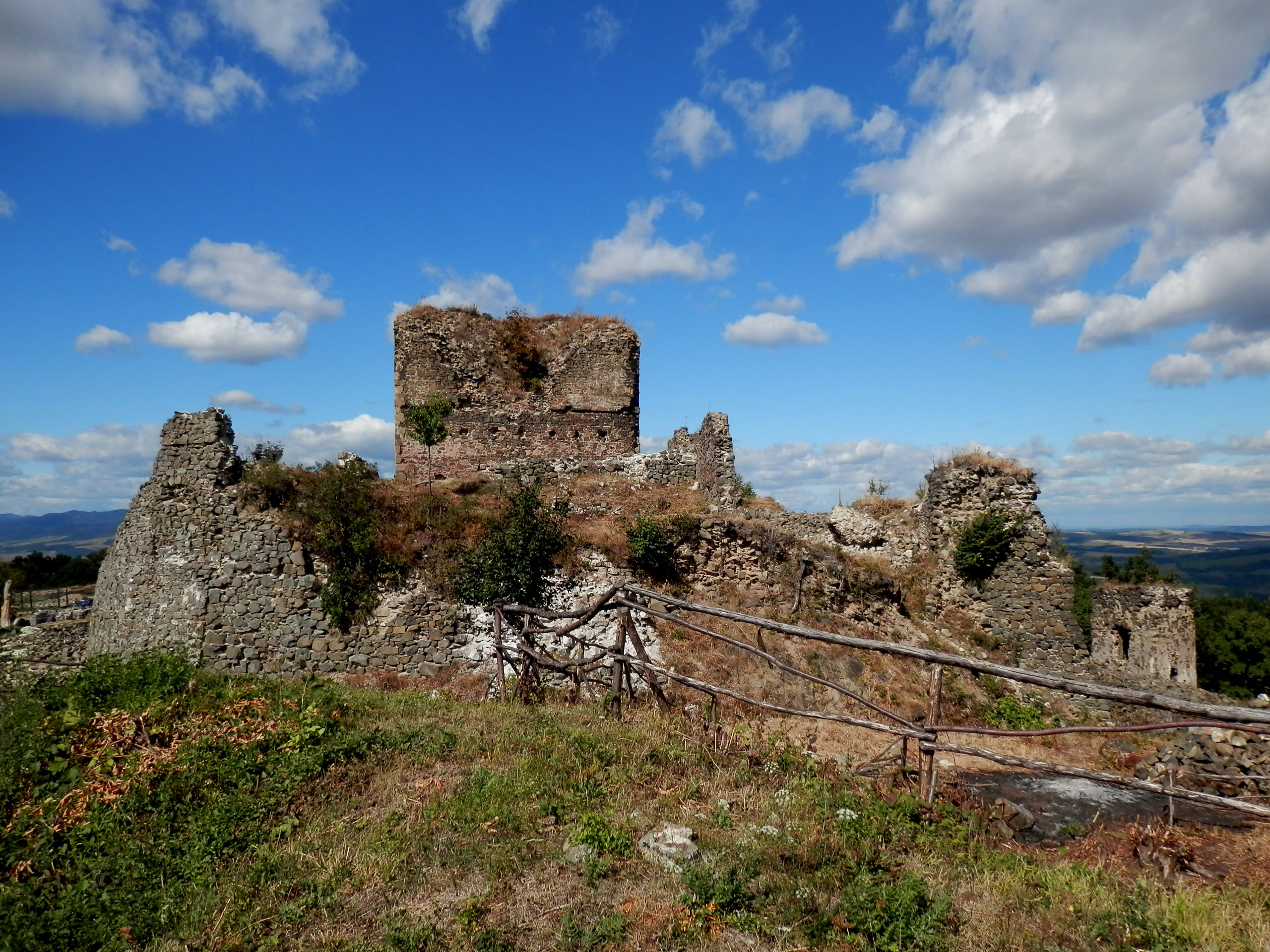
Ruinas del castillo de Šariš, una fortaleza real construida durante el reinado de Bela.

La preparación para una nueva invasión mongola era la preocupación central de la política del monarca húngaro. En una carta de 1247 dirigida al papa Inocencio IV, Bela anunció su plan para fortalecer el Danubio, el «río de los enfrentamientos», con nuevas fortalezas. Abandonó la antigua prerrogativa real para construir y poseer castillos, promoviendo la construcción de casi cien nuevas fortalezas al final de su reinado. Estas fortalezas incluían un nuevo castillo que Bela había construido en Nagysáros, y otro que el rey y su esposa habían construido en Visegrád.
El rey intentó aumentar el número de soldados y mejorar su equipamiento. Hizo concesiones de tierras en las regiones boscosas y obligó a los nuevos propietarios a equipar caballería pesada para servir en el ejército real. Por ejemplo, los llamados nobles de diez lanzas de Szepes recibieron sus privilegios de Bela en 1243. Incluso permitió que los barones y prelados emplearan nobles armados, que previamente habían estado directamente subordinados al soberano, en sus séquitos privados. El rey otorgó el Banato de Severin a los caballeros hospitalarios el 2 de junio de 1247, pero los caballeros abandonaron la región en 1260.

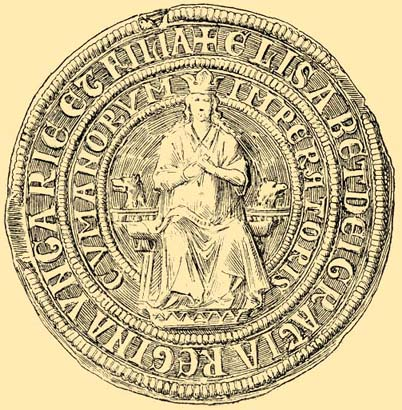
Sello de la nuera de Bela, Isabel la Cumana.

Para reemplazar la pérdida de al menos el 15 por ciento de la población, que pereció durante la invasión mongol y la consiguiente hambruna, Bela promovió la colonización. Otorgó libertades especiales a los colonos, incluida la libertad personal y el tratamiento fiscal favorable. Alemanes, moravos, polacos, rutenos y otros «invitados» llegaron de países vecinos y se establecieron en regiones despobladas o escasamente pobladas. También persuadió a los cumanos, que en 1241 habían abandonado Hungría, para regresar y establecerse en las planicies a lo largo del río Tisza. Incluso arregló el compromiso de su hijo primogénito, Esteban, quien fue coronado rey joven en 1246 o antes, con Isabel, hija de un jefe cumano.
El rey otorgó los privilegios de Székesfehérvár a más de veinte asentamientos, promoviendo su desarrollo en ciudades autónomas. Las libertades de las ciudades mineras en la Alta Hungría también se concretaron durante el reinado de Bela. Con fines defensivos, trasladó a los ciudadanos de Pest a una colina en el lado opuesto del Danubio en 1248. En dos décadas, su nueva ciudad fortificada, Buda, se convirtió en el centro comercial más importante de Hungría. También otorgó privilegios a Gradec, el centro fortificado de Zagreb, en 1242 y los confirmó en 1266.
Bela adoptó una política exterior activa poco después de la retirada de los mongoles. En la segunda mitad de 1242 invadió Austria y obligó al duque Federico II a entregar los tres condados cedidos durante la invasión mongola. Por otro lado, Venecia ocupó Zadar en el verano de 1243. El rey renunció a Zadar el 30 de junio de 1244, pero Venecia reconoció su reclamo de un tercio de los ingresos aduaneros de la ciudad dálmata.
Bela estableció una alianza defensiva contra los mongoles. Casó a tres de sus hijas con príncipes cuyos países también fueron amenazados por los mongoles. Rostislav Mijaílovich, un pretendiente del Principado de Galitzia, fue el primero en casarse, en 1243, con una de sus hijas, Ana. Bela apoyó a su yerno para invadir Galitzia en 1245, pero el oponente de Rostislav, Daniel Románovich rechazó su ataque.

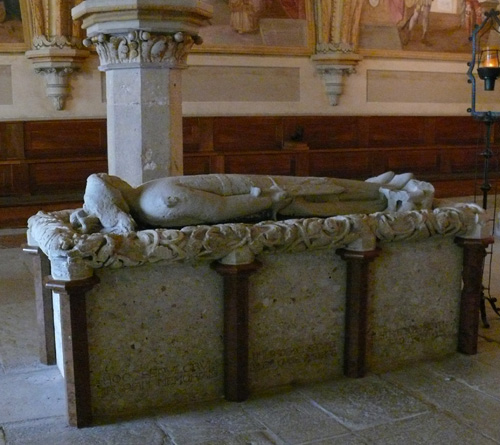
Tumba de Federico el Belicoso, duque de Austria en la abadía de Heiligenkreuz, murió luchando contra los húngaros en la batalla del río Leita el 15 de junio de 1246.

El 21 de agosto de 1245, Inocencio IV liberó a Bela del juramento de fidelidad que había prestado al emperador Federico II Hohenstaufen durante la invasión mongola. Al año siguiente, el duque Federico II de Austria invadió Hungría. Derrotó al ejército húngaro en la batalla del río Leita el 15 de junio de 1246, pero pereció en el campo de batalla. Su muerte sin descendencia dio lugar a una serie de conflictos, porque tanto su sobrina, Gertrudis, como su hermana, Margarita, reclamaron Austria y Estiria. Bela decidió intervenir en el conflicto únicamente después de que el peligro de una segunda invasión mongola hubiera disminuido a fines de la década de 1240. En represalia por una antigua incursión austriaca en Hungría, el rey realizó un ataque de rapiña en Austria y Estiria en el verano de 1250. En ese año se reunió y concluyó un tratado de paz con Daniel Románovich, príncipe de Galitzia en Zólyom. Con la mediación de Bela, el hijo de su nuevo aliado, Román, se casó con Gertrudis de Austria.
Bela y Daniel Románovich unieron sus tropas e invadieron Austria y Moravia en junio de 1252. Después de su retirada, Otakar, margrave de Moravia—que se había casado con Margarita de Austria— invadió y ocupó Austria y Estiria. En el verano de 1253, los húngaros lanzaron una campaña contra Moravia y pusieron sitio a Olomouc. Daniel Románovich, Boleslao V el Casto de Cracovia y Vladislao de Opole intervinieron en nombre de Bela, pero levantó el sitio a fines de junio. El papa Inocencio IV medió un tratado de paz, que se firmó en Presburgo el 1 de mayo de 1254. En conformidad con el tratado, Otakar, que mientras tanto se había convertido en rey de Bohemia, cedió Estiria a Hungría.

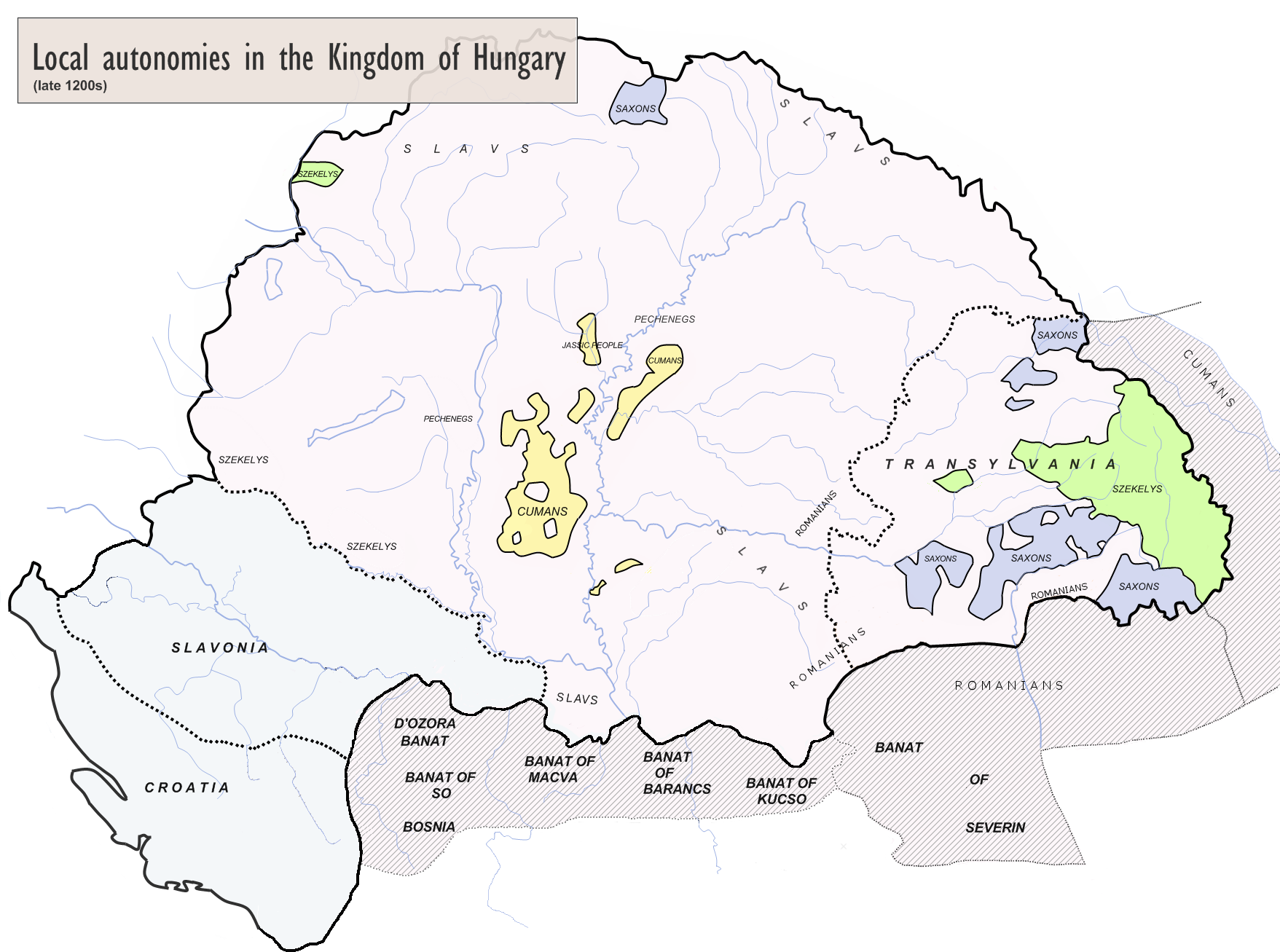
El Reino de Hungría en la segunda mitad del.

Bela nombró a su yerno, Rostislav Mijaílovich ban de Macsó en 1254. El deber de Rostislav era la creación de una zona de contención a lo largo de las fronteras meridionales. Ya había ocupado Bosnia en el año de su nombramiento y obligó al zar Miguel II Asen a ceder Belgrado y Barancs en 1255. Bela adoptó el título de rey de Bulgaria, pero solo lo usó ocasionalmente en los años siguientes.
Los nobles de Estiria se levantaron en rebelión contra el gobernador húngaro, Esteban Gutkeled, y lo derrotaron a principios de 1258. Bela invadió Estiria, restauró su soberanía y nombró a su hijo mayor, Esteban, duque de Estiria. En 1259, el sucesor de Batú Kan, Berke, propuso una alianza ofreciendo casar a una de sus hijas con un hijo del soberano húngaro, pero este rechazó la oferta del kan.
Descontentos con el gobierno del hijo de Bela, los señores de Estiria buscaron la ayuda de Otakar de Bohemia. El rey y sus aliados, Daniel Románovich, Boleslao el Casto y Leszek de Sieradz, invadieron Moravia, pero Otakar los venció en la batalla de Kressenbrunn el 12 de junio de 1260. La derrota obligó a los húngaros a renunciar a Estiria en favor del rey de Bohemia en la Paz de Viena, que se firmó el 31 de marzo de 1261. Por otro lado, Otakar se divorció de su esposa, Margarita de Austria, y se casó con la nieta de Bela—la hija de Rostislav Mijaílovich con Ana—Cunegunda.
Bela había planeado originalmente dar a su hija menor, Margarita, en matrimonio con el rey Otakar. Sin embargo, Margarita, que había estado viviendo en el monasterio de la Santísima Virgen en la Isla de los Conejos, se negó a ceder. Con la ayuda de su confesor dominico, hizo sus votos religiosos finales que impidieron su matrimonio. Enfurecido por este acto, el rey, que hasta ese momento había apoyado a los dominicos, favoreció a los franciscanos en los años siguientes. Incluso se convirtió en un terciario franciscano, según la Gran Leyenda de su santa hermana, Isabel.

### Guerra civil (1261-1266)

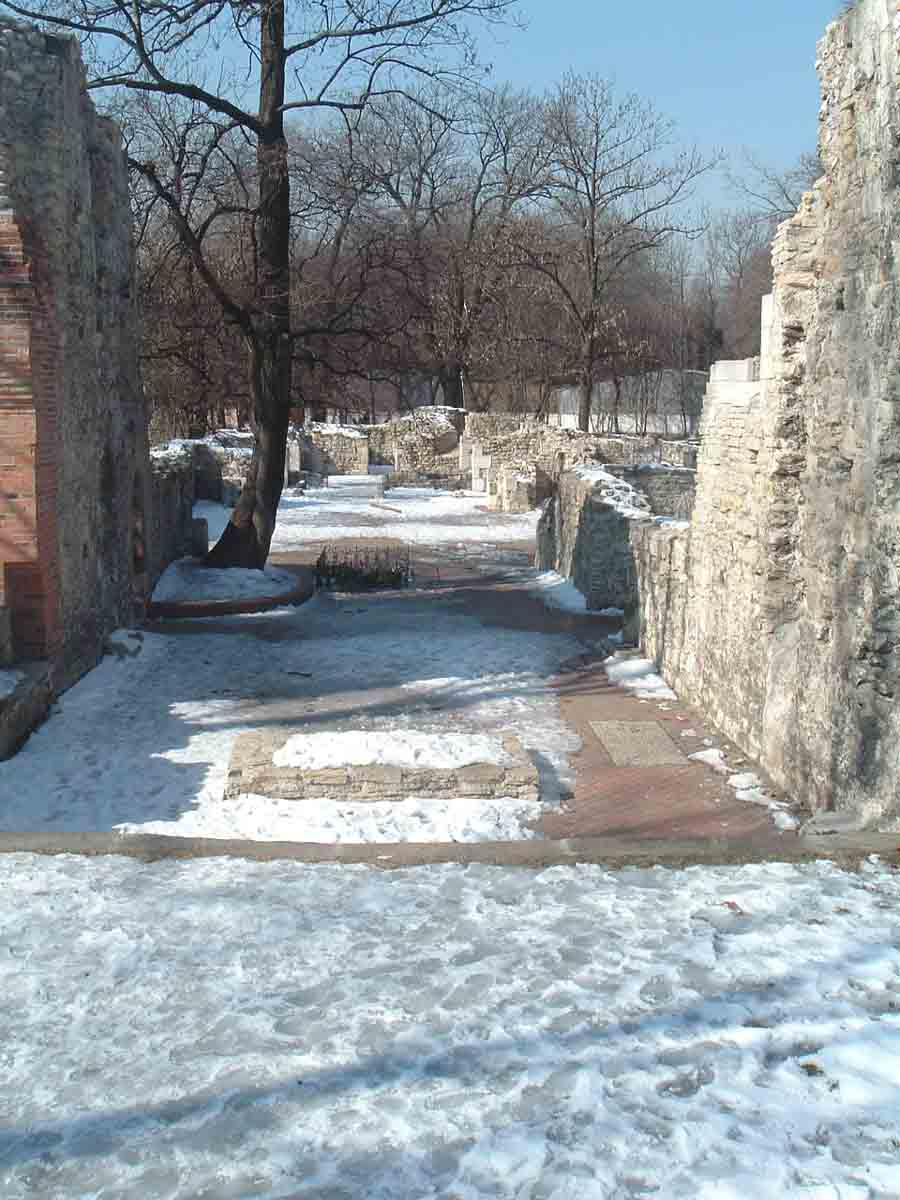
Ruinas del monasterio dominico de la Santísima Virgen en la Isla de los Conejos (Isla Margarita, Budapest) donde el tratado de paz que puso fin a la guerra civil entre Bela y su hijo, Esteban, se firmó el 23 de marzo de 1266.

Bela y su hijo, Esteban invadieron conjuntamente Bulgaria en 1261. Forzaron al zar Constantino Tij de abandonar la región de Vidin. El rey regresó a Hungría antes del final de la campaña, que continuó su hijo.
El favoritismo de Bela hacia su hijo menor, Bela (a quien nombró duque de Eslavonia) y su hija, Ana irritó a Esteban. Este último sospechaba que su padre planeaba desheredarlo. Esteban mencionó a menudo en sus cartas que había «sufrido una persecución severa» por parte de sus «progenitores sin merecerlo» al referirse a las raíces de su conflicto con su padre. Aunque hubo algunos enfrentamientos en el otoño, se evitó una guerra civil prolongada a través de la mediación de los arzobispos Felipe de Esztergom y Smaragd de Kalocsa, quienes persuadieron al rey y su hijo para que hicieran un acuerdo. Según la Paz de Presburgo, los dos dividieron el país a lo largo del Danubio: las tierras al oeste del río permanecieron bajo el dominio directo de Bela, y el gobierno de los territorios orientales fue asumido por Esteban, el rey joven.
La relación entre padre e hijo se mantuvo tensa. Esteban se apoderó de las propiedades de su madre y su hermana que estaban situadas en su reino al este del Danubio. El ejército de Bela bajo el mando de Ana cruzó el Danubio en el verano de 1264. Ana ocupó Sárospatak y capturó a la esposa e hijos de su hermano. Un destacamento del ejército real, bajo el mando del juez supremo de Hungría, Lorenzo, obligó a Esteban a retirarse hasta la fortaleza de Feketehalom en la zona más oriental de Transilvania. Los partidarios del rey joven liberaron el castillo y comenzaron un contraataque en otoño. En la decisiva batalla de Isaszeg, derrotó al ejército de su padre en marzo de 1265.
De nuevo fueron los dos arzobispos los que llevaron a cabo las negociaciones entre el rey y su hijo. Su acuerdo fue firmado en el monasterio dominico de la Santísima Virgen en la Isla de los Conejos el 23 de marzo de 1266. El nuevo tratado confirmó la división del país a lo largo del Danubio y reguló muchos aspectos de la coexistencia del reino Bela y del régimen de Esteban, incluyendo la recaudación de impuestos y el derecho de la gente común a la libre circulación.

### Últimos años (1266-1270)

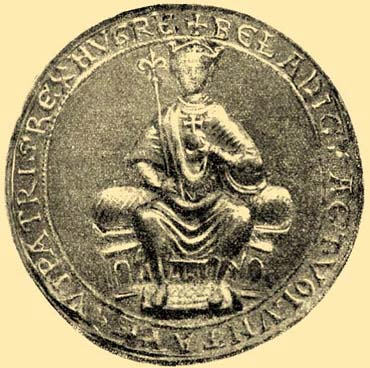
Sello real de Bela IV.

Los «nobles de toda Hungría, que eran llamados servientes reales» de los dominios del rey mayor y joven se reunieron en Esztergom en 1267. A petición de estos, Bela y Esteban confirmaron conjuntamente sus privilegios, que habían sido primero enunciada en el bula de oro de 1222, antes del 7 de septiembre. Poco después de la reunión, Bela asignó a cuatro nobles de cada condado la tarea de revisar los derechos de propiedad en Transdanubia.
El rey Esteban Uroš I de Serbia invadió el Banato de Macsó, una región bajo el gobierno de la hija viuda de Bela, Ana. Un ejército real pronto derrotó a los invasores y capturó a Esteban Uroš. El monarca serbio se vio obligado a pagar el rescate antes de ser liberado.
El hijo favorito del rey, también llamado Bela, murió en el verano de 1269. El 18 de enero de 1270 también murió la hija menor del rey, santa Margarita. El monarca húngaro pronto cayó terriblemente enfermo. En su lecho de muerte, pidió a su nieto político Otakar II de Bohemia que ayudara a su esposa, hija y partidarios en caso de que su heredero los obligara a abandonar Hungría. Bela murió en la Isla de los Conejos el 3 de mayo de 1270 y excedió en edad a la mayoría de los miembros de la Casa de Árpád. Fue enterrado en la iglesia de los franciscanos en Esztergom, pero el arzobispo Felipe de Esztergom transfirió su cadáver a la catedral de Esztergom. Los franciscanos solo lograron recuperar los restos del rey después de una larga demanda.

## Matrimonio y descendencia
| \| \| \| \| \| \| \| \| \| \| \| \| \| \| \| \| \| \| \| \| 16. Bela II de Hungría \| \| \| \| \| \| \| \| \| \| \| \| \| \| \| \| \| \| \| \| \| \| \| \| \| \| \| \| \| \| \| \| \| \| \| \| \| \| \| \| \| \| \| \| \| \| \| \| \| \| \| \| \| \| 8. Geza II de Hungría \| \| \| \| \| \| \| \| \| \| \| \| \| \| \| \| \| \| \| \| \| \| \| \| \| \| \| \| \| \| \| \| \| \| \| \| \| \| \| \| \| \| \| \| \| \| \| \| \| \| \| \| \| \| 17. Helena de Rascia \| \| \| \| \| \| \| \| \| \| \| \| \| \| \| \| \| \| \| \| \| \| \| \| \| \| \| \| \| \| \| \| \| \| \| \| \| \| \| \| \| \| \| \| \| \| \| \| \| \| \| \| \| \| 4. Bela III de Hungría \| \| \| \| \| \| \| \| \| \| \| \| \| \| \| \| \| \| \| \| \| \| \| \| \| \| \| \| \| \| \| \| \| \| \| \| \| \| \| \| \| \| \| \| \| \| \| \| \| \| \| \| \| \| 18. Mstislav I de Kiev \| \| \| \| \| \| \| \| \| \| \| \| \| \| \| \| \| \| \| \| \| \| \| \| \| \| \| \| \| \| \| \| \| \| \| \| \| \| \| \| \| \| \| \| \| \| \| \| \| \| \| \| \| \| 9. Eufrosina de Kiev \| \| \| \| \| \| \| \| \| \| \| \| \| \| \| \| \| \| \| \| \| \| \| \| \| \| \| \| \| \| \| \| \| \| \| \| \| \| \| \| \| \| \| \| \| \| \| \| \| \| \| \| \| \| 19. Liubava Dmitrievna Zavidich \| \| \| \| \| \| \| \| \| \| \| \| \| \| \| \| \| \| \| \| \| \| \| \| \| \| \| \| \| \| \| \| \| \| \| \| \| \| \| \| \| \| \| \| \| \| \| \| \| \| \| \| \| \| 2. Andrés II de Hungría \| \| \| \| \| \| \| \| \| \| \| \| \| \| \| \| \| \| \| \| \| \| \| \| \| \| \| \| \| \| \| \| \| \| \| \| \| \| \| \| \| \| \| \| \| \| \| \| \| \| \| \| \| \| 20. Hervé II de Donzy \| \| \| \| \| \| \| \| \| \| \| \| \| \| \| \| \| \| \| \| \| \| \| \| \| \| \| \| \| \| \| \| \| \| \| \| \| \| \| \| \| \| \| \| \| \| \| \| \| \| \| \| \| \| 10. Reinaldo de Châtillon \| \| \| \| \| \| \| \| \| \| \| \| \| \| \| \| \| \| \| \| \| \| \| \| \| \| \| \| \| \| \| \| \| \| \| \| \| \| \| \| \| \| \| \| \| \| \| \| \| \| \| \| \| \| 5. Inés de Antioquía \| \| \| \| \| \| \| \| \| \| \| \| \| \| \| \| \| \| \| \| \| \| \| \| \| \| \| \| \| \| \| \| \| \| \| \| \| \| \| \| \| \| \| \| \| \| \| \| \| \| \| \| \| \| 22. Bohemundo II de Antioquía \| \| \| \| \| \| \| \| \| \| \| \| \| \| \| \| \| \| \| \| \| \| \| \| \| \| \| \| \| \| \| \| \| \| \| \| \| \| \| \| \| \| \| \| \| \| \| \| \| \| \| \| \| \| 11. Constanza de Antioquía \| \| \| \| \| \| \| \| \| \| \| \| \| \| \| \| \| \| \| \| \| \| \| \| \| \| \| \| \| \| \| \| \| \| \| \| \| \| \| \| \| \| \| \| \| \| \| \| \| \| \| \| \| \| 23. Alicia de Jerusalén \| \| \| \| \| \| \| \| \| \| \| \| \| \| \| \| \| \| \| \| \| \| \| \| \| \| \| \| \| \| \| \| \| \| \| \| \| \| \| \| \| \| \| \| \| \| \| \| \| \| \| \| \| \| 1. Bela IV de Hungría \| \| \| \| \| \| \| \| \| \| \| \| \| \| \| \| \| \| \| \| \| \| \| \| \| \| \| \| \| \| \| \| \| \| \| \| \| \| \| \| \| \| \| \| \| \| \| \| \| \| \| \| \| \| 6. Bertoldo IV de Merania \| \| \| \| \| \| \| \| \| \| \| \| \| \| \| \| \| \| \| \| \| \| \| \| \| \| \| \| \| \| \| \| \| \| \| \| \| \| \| \| \| \| \| \| \| \| \| \| \| \| \| \| \| \| 3. Gertrudis de Merania \| \| \| \| \| \| \| \| \| \| \| \| \| \| \| \| \| \| \| \| \| \| \| \| \| \| \| \| \| \| \| \| \| \| \| \| \| \| \| \| \| \| \| \| \| \| \| \| \| \| \| \| |                                 |  |  |  |  |  |  |  |  |  |  |  |  |  |  |  |
| |                                 |  |  |  |  |  |  |  |  |  |  |  |  |  |  |  |
| | 16. Bela II de Hungría          |  |  |  |  |  |  |  |  |  |  |  |  |  |  |  |
| |                                 |  |  |  |  |  |  |  |  |  |  |  |  |  |  |  |
| |                                 |  |  |  |  |  |  |  |  |  |  |  |  |  |  |  |
| | 8. Geza II de Hungría           |  |  |  |  |  |  |  |  |  |  |  |  |  |  |  |
| |                                 |  |  |  |  |  |  |  |  |  |  |  |  |  |  |  |
| |                                 |  |  |  |  |  |  |  |  |  |  |  |  |  |  |  |
| | 17. Helena de Rascia            |  |  |  |  |  |  |  |  |  |  |  |  |  |  |  |
| |                                 |  |  |  |  |  |  |  |  |  |  |  |  |  |  |  |
| |                                 |  |  |  |  |  |  |  |  |  |  |  |  |  |  |  |
| | 4. Bela III de Hungría          |  |  |  |  |  |  |  |  |  |  |  |  |  |  |  |
| |                                 |  |  |  |  |  |  |  |  |  |  |  |  |  |  |  |
| |                                 |  |  |  |  |  |  |  |  |  |  |  |  |  |  |  |
| | 18. Mstislav I de Kiev          |  |  |  |  |  |  |  |  |  |  |  |  |  |  |  |
| |                                 |  |  |  |  |  |  |  |  |  |  |  |  |  |  |  |
| |                                 |  |  |  |  |  |  |  |  |  |  |  |  |  |  |  |
| | 9. Eufrosina de Kiev            |  |  |  |  |  |  |  |  |  |  |  |  |  |  |  |
| |                                 |  |  |  |  |  |  |  |  |  |  |  |  |  |  |  |
| |                                 |  |  |  |  |  |  |  |  |  |  |  |  |  |  |  |
| | 19. Liubava Dmitrievna Zavidich |  |  |  |  |  |  |  |  |  |  |  |  |  |  |  |
| |                                 |  |  |  |  |  |  |  |  |  |  |  |  |  |  |  |
| |                                 |  |  |  |  |  |  |  |  |  |  |  |  |  |  |  |
| | 2. Andrés II de Hungría         |  |  |  |  |  |  |  |  |  |  |  |  |  |  |  |
| |                                 |  |  |  |  |  |  |  |  |  |  |  |  |  |  |  |
| |                                 |  |  |  |  |  |  |  |  |  |  |  |  |  |  |  |
| | 20. Hervé II de Donzy           |  |  |  |  |  |  |  |  |  |  |  |  |  |  |  |
| |                                 |  |  |  |  |  |  |  |  |  |  |  |  |  |  |  |
| |                                 |  |  |  |  |  |  |  |  |  |  |  |  |  |  |  |
| | 10. Reinaldo de Châtillon       |  |  |  |  |  |  |  |  |  |  |  |  |  |  |  |
| |                                 |  |  |  |  |  |  |  |  |  |  |  |  |  |  |  |
| |                                 |  |  |  |  |  |  |  |  |  |  |  |  |  |  |  |
| | 5. Inés de Antioquía            |  |  |  |  |  |  |  |  |  |  |  |  |  |  |  |
| |                                 |  |  |  |  |  |  |  |  |  |  |  |  |  |  |  |
| |                                 |  |  |  |  |  |  |  |  |  |  |  |  |  |  |  |
| | 22. Bohemundo II de Antioquía   |  |  |  |  |  |  |  |  |  |  |  |  |  |  |  |
| |                                 |  |  |  |  |  |  |  |  |  |  |  |  |  |  |  |
| |                                 |  |  |  |  |  |  |  |  |  |  |  |  |  |  |  |
| | 11. Constanza de Antioquía      |  |  |  |  |  |  |  |  |  |  |  |  |  |  |  |
| |                                 |  |  |  |  |  |  |  |  |  |  |  |  |  |  |  |
| |                                 |  |  |  |  |  |  |  |  |  |  |  |  |  |  |  |
| | 23. Alicia de Jerusalén         |  |  |  |  |  |  |  |  |  |  |  |  |  |  |  |
| |                                 |  |  |  |  |  |  |  |  |  |  |  |  |  |  |  |
| |                                 |  |  |  |  |  |  |  |  |  |  |  |  |  |  |  |
| | 1. Bela IV de Hungría           |  |  |  |  |  |  |  |  |  |  |  |  |  |  |  |
| |                                 |  |  |  |  |  |  |  |  |  |  |  |  |  |  |  |
| |                                 |  |  |  |  |  |  |  |  |  |  |  |  |  |  |  |
| | 6. Bertoldo IV de Merania       |  |  |  |  |  |  |  |  |  |  |  |  |  |  |  |
| |                                 |  |  |  |  |  |  |  |  |  |  |  |  |  |  |  |
| |                                 |  |  |  |  |  |  |  |  |  |  |  |  |  |  |  |
| | 3. Gertrudis de Merania         |  |  |  |  |  |  |  |  |  |  |  |  |  |  |  |
| |                                 |  |  |  |  |  |  |  |  |  |  |  |  |  |  |  |
| |                                 |  |  |  |  |  |  |  |  |  |  |  |  |  |  |  |

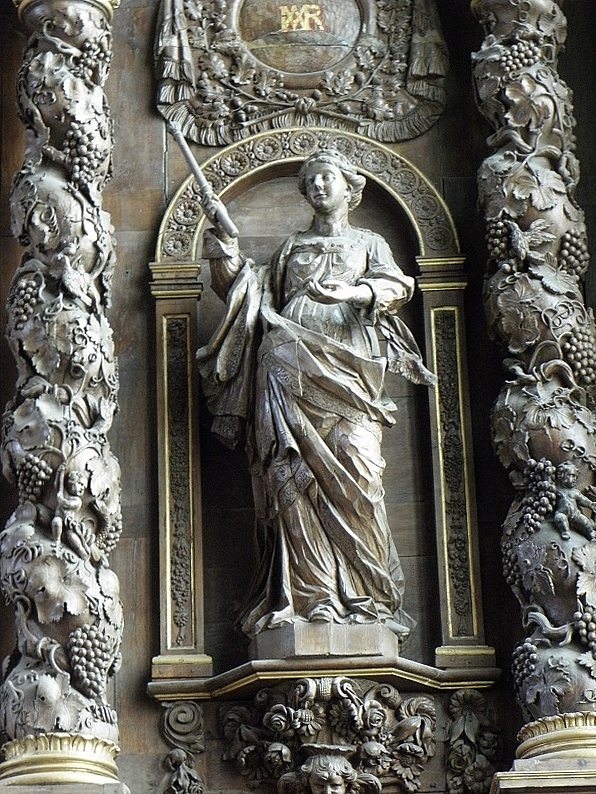
Estatua de la hija menor de Bela, Margarita, quien murió como monja dominica y fue canonizada en 1943, en la iglesia de los franciscanos en Saint-Pol-de-Léon en Francia.

La esposa de Bela, María Láscaris, nació en 1207 o 1208, según el historiador Gyula Kristó. Murió en julio o agosto de 1270. Su primera hija, Kinga, nació en 1224, cuatro años después del matrimonio de sus padres. Se casó con Boleslao V el Casto, duque de Cracovia en 1246.
Una segunda hija, Margarita, nació alrededor de 1225; murió soltera antes de 1242. La tercera hija de Bela, Ana nació alrededor de 1226. Ella y su esposo, Rostislav Mijaílovich fueron especialmente favorecidos por su padre. Su bisnieto, Wenceslao —nieto de su hija, Cunegunda con el rey Otakar II de Bohemia—fue rey de Hungría de 1301 a 1305.
La cuarta hija de Bela, Catalina, murió soltera antes de 1242. Luego, nació Isabel; fue dada en matrimonio a Enrique XIII, duque de Baviera, alrededor de 1245. Su hijo, Otón fue coronado rey de Hungría en 1305, pero se vio obligado a abandonar el país a fines de 1307. La hermana de Isabel, Constanza se casó alrededor de 1251, con León Danílovich, segundo hijo del príncipe Daniel Románovich de Galitzia. La séptima hija de Bela, Yolanda se convirtió en la esposa de Boleslao el Piadoso, duque de la Gran Polonia.
El primer hijo de Bela, Esteban, nació en 1239. Sucedió a su padre. Margarita, la hija menor de Bela, nació durante la invasión mongola en 1242. Dedicada a Dios por sus padres al nacer, pasó su vida con humildad en el monasterio de la Santísima Virgen en la Isla de los Conejos y murió como monja dominica. El hijo más joven del rey, Bela, nació entre 1243 y 1250.
La Gran Leyenda de santa Isabel de Hungría (hermana de Bela) describió a la familia de su hermano como una compañía de santos. Escribió que «la bendita familia real de los húngaros está adornada con perlas resplandecientes que irradian toda la tierra». De hecho, la Santa Sede autorizó la veneración de tres hijas de Bela y su esposa: Kinga fue beatificada en 1690, Yolanda en 1827; y Margarita fue canonizada en 1943. Una cuarta hija, Constanza también fue objeto de un culto local en Lemberg, según la leyenda de su hermana, Kinga.
La siguiente genealogía presenta la descendencia de Bela IV y algunos de sus parientes mencionados en el artículo.
|                               |                               |                                      |                                      |                                      |                                      |                                      |                                      |            |            |                                        |                                        |                                        |                                        |                                        |                                        |                            |                            | Andrés II de Hungría ∞(1)Gertrudis de Merania ∞(2)Violante de Courtenay ∞(3)Beatriz de Este |                            |                            |                            |           |           |                        |                        |                                 |                                 |                                 |                                 |                                 |                                 |                                 |                                 |                                 |                                 |                                 |                                 |  |  |                            |                            |                            |                            |                            |                            |  |  |  |  |  |  |  |  |  |  |  |  |  |  |  |  |  |  |  |  |  |  |  |  |  |  |  |  |  |  |  |  |  |  |  |  |  |  |  |  |
|                               |                               |                                      |                                      |                                      |                                      |                                      |                                      |            |            |                                        |                                        |                                        |                                        |                                        |                                        |                            |                            |                                                                                             |                            |                            |                            |           |           |                        |                        |                                 |                                 |                                 |                                 |                                 |                                 |                                 |                                 |                                 |                                 |                                 |                                 |  |  |                            |                            |                            |                            |                            |                            |  |  |  |  |  |  |  |  |  |  |  |  |  |  |  |  |  |  |  |  |  |  |  |  |  |  |  |  |  |  |  |  |  |  |  |  |  |  |  |  |
|                               |                               |                                      |                                      |                                      |                                      |                                      |                                      |            |            |                                        |                                        |                                        |                                        |                                        |                                        |                            |                            |                                                                                             |                            |                            |                            |           |           |                        |                        |                                 |                                 |                                 |                                 |                                 |                                 |                                 |                                 |                                 |                                 |                                 |                                 |  |  |                            |                            |                            |                            |                            |                            |  |  |  |  |  |  |  |  |  |  |  |  |  |  |  |  |  |  |  |  |  |  |  |  |  |  |  |  |  |  |  |  |  |  |  |  |  |  |  |  |
| (1) Bela IV ∞María Láscaris   | (1) Bela IV ∞María Láscaris   | (1) Bela IV ∞María Láscaris          | (1) Bela IV ∞María Láscaris          | (1) Bela IV ∞María Láscaris          | (1) Bela IV ∞María Láscaris          |                                      |                                      | (1) Isabel | (1) Isabel | (1) Isabel                             | (1) Isabel                             | (1) Isabel                             | (1) Isabel                             |                                        |                                        | (1) Colomán de Eslavonia   | (1) Colomán de Eslavonia   | (1) Colomán de Eslavonia                                                                    | (1) Colomán de Eslavonia   | (1) Colomán de Eslavonia   | (1) Colomán de Eslavonia   |           |           | (1) Andrés de Galitzia | (1) Andrés de Galitzia | (1) Andrés de Galitzia          | (1) Andrés de Galitzia          | (1) Andrés de Galitzia          | (1) Andrés de Galitzia          |                                 |                                 | (1) y (2) dos hijas             | (1) y (2) dos hijas             | (1) y (2) dos hijas             | (1) y (2) dos hijas             | (1) y (2) dos hijas             | (1) y (2) dos hijas             |  |  | (3) Esteban el Póstumo     | (3) Esteban el Póstumo     | (3) Esteban el Póstumo     | (3) Esteban el Póstumo     | (3) Esteban el Póstumo     | (3) Esteban el Póstumo     |  |  |  |  |  |  |  |  |  |  |  |  |  |  |  |  |  |  |  |  |  |  |  |  |  |  |  |  |  |  |  |  |  |  |  |  |  |  |  |  |
| (1) Bela IV ∞María Láscaris   | (1) Bela IV ∞María Láscaris   | (1) Bela IV ∞María Láscaris          | (1) Bela IV ∞María Láscaris          | (1) Bela IV ∞María Láscaris          | (1) Bela IV ∞María Láscaris          |                                      |                                      | (1) Isabel | (1) Isabel | (1) Isabel                             | (1) Isabel                             | (1) Isabel                             | (1) Isabel                             |                                        |                                        | (1) Colomán de Eslavonia   | (1) Colomán de Eslavonia   | (1) Colomán de Eslavonia                                                                    | (1) Colomán de Eslavonia   | (1) Colomán de Eslavonia   | (1) Colomán de Eslavonia   |           |           | (1) Andrés de Galitzia | (1) Andrés de Galitzia | (1) Andrés de Galitzia          | (1) Andrés de Galitzia          | (1) Andrés de Galitzia          | (1) Andrés de Galitzia          |                                 |                                 | (1) y (2) dos hijas             | (1) y (2) dos hijas             | (1) y (2) dos hijas             | (1) y (2) dos hijas             | (1) y (2) dos hijas             | (1) y (2) dos hijas             |  |  | (3) Esteban el Póstumo     | (3) Esteban el Póstumo     | (3) Esteban el Póstumo     | (3) Esteban el Póstumo     | (3) Esteban el Póstumo     | (3) Esteban el Póstumo     |  |  |  |  |  |  |  |  |  |  |  |  |  |  |  |  |  |  |  |  |  |  |  |  |  |  |  |  |  |  |  |  |  |  |  |  |  |  |  |  |
|                               |                               |                                      |                                      |                                      |                                      |                                      |                                      |            |            |                                        |                                        |                                        |                                        |                                        |                                        |                            |                            |                                                                                             |                            |                            |                            |           |           |                        |                        |                                 |                                 |                                 |                                 |                                 |                                 |                                 |                                 |                                 |                                 |                                 |                                 |  |  |                            |                            |                            |                            |                            |                            |  |  |  |  |  |  |  |  |  |  |  |  |  |  |  |  |  |  |  |  |  |  |  |  |  |  |  |  |  |  |  |  |  |  |  |  |  |  |  |  |
| Kinga ∞Boleslao V de Cracovia | Kinga ∞Boleslao V de Cracovia | Kinga ∞Boleslao V de Cracovia        | Kinga ∞Boleslao V de Cracovia        | Kinga ∞Boleslao V de Cracovia        | Kinga ∞Boleslao V de Cracovia        |                                      |                                      | Margarita  | Margarita  | Margarita                              | Margarita                              | Margarita                              | Margarita                              |                                        |                                        | Ana ∞Rostislav Mijaílovich | Ana ∞Rostislav Mijaílovich | Ana ∞Rostislav Mijaílovich                                                                  | Ana ∞Rostislav Mijaílovich | Ana ∞Rostislav Mijaílovich | Ana ∞Rostislav Mijaílovich |           |           | Catalina               | Catalina               | Catalina                        | Catalina                        | Catalina                        | Catalina                        |                                 |                                 | Isabel ∞Enrique XIII de Baviera | Isabel ∞Enrique XIII de Baviera | Isabel ∞Enrique XIII de Baviera | Isabel ∞Enrique XIII de Baviera | Isabel ∞Enrique XIII de Baviera | Isabel ∞Enrique XIII de Baviera |  |  | Constanza ∞León Danílovich | Constanza ∞León Danílovich | Constanza ∞León Danílovich | Constanza ∞León Danílovich | Constanza ∞León Danílovich | Constanza ∞León Danílovich |  |  |  |  |  |  |  |  |  |  |  |  |  |  |  |  |  |  |  |  |  |  |  |  |  |  |  |  |  |  |  |  |  |  |  |  |  |  |  |  |
| Kinga ∞Boleslao V de Cracovia | Kinga ∞Boleslao V de Cracovia | Kinga ∞Boleslao V de Cracovia        | Kinga ∞Boleslao V de Cracovia        | Kinga ∞Boleslao V de Cracovia        | Kinga ∞Boleslao V de Cracovia        |                                      |                                      | Margarita  | Margarita  | Margarita                              | Margarita                              | Margarita                              | Margarita                              |                                        |                                        | Ana ∞Rostislav Mijaílovich | Ana ∞Rostislav Mijaílovich | Ana ∞Rostislav Mijaílovich                                                                  | Ana ∞Rostislav Mijaílovich | Ana ∞Rostislav Mijaílovich | Ana ∞Rostislav Mijaílovich |           |           | Catalina               | Catalina               | Catalina                        | Catalina                        | Catalina                        | Catalina                        |                                 |                                 | Isabel ∞Enrique XIII de Baviera | Isabel ∞Enrique XIII de Baviera | Isabel ∞Enrique XIII de Baviera | Isabel ∞Enrique XIII de Baviera | Isabel ∞Enrique XIII de Baviera | Isabel ∞Enrique XIII de Baviera |  |  | Constanza ∞León Danílovich | Constanza ∞León Danílovich | Constanza ∞León Danílovich | Constanza ∞León Danílovich | Constanza ∞León Danílovich | Constanza ∞León Danílovich |  |  |  |  |  |  |  |  |  |  |  |  |  |  |  |  |  |  |  |  |  |  |  |  |  |  |  |  |  |  |  |  |  |  |  |  |  |  |  |  |
|                               |                               |                                      |                                      |                                      |                                      |                                      |                                      |            |            |                                        |                                        |                                        |                                        |                                        |                                        |                            |                            |                                                                                             |                            |                            |                            |           |           |                        |                        |                                 |                                 |                                 |                                 |                                 |                                 |                                 |                                 |                                 |                                 |                                 |                                 |  |  |                            |                            |                            |                            |                            |                            |  |  |  |  |  |  |  |  |  |  |  |  |  |  |  |  |  |  |  |  |  |  |  |  |  |  |  |  |  |  |  |  |  |  |  |  |  |  |  |  |
|                               |                               |                                      |                                      |                                      |                                      |                                      |                                      |            |            |                                        |                                        |                                        |                                        |                                        |                                        |                            |                            |                                                                                             |                            |                            |                            |           |           |                        |                        |                                 |                                 |                                 |                                 |                                 |                                 |                                 |                                 |                                 |                                 |                                 |                                 |  |  |                            |                            |                            |                            |                            |                            |  |  |  |  |  |  |  |  |  |  |  |  |  |  |  |  |  |  |  |  |  |  |  |  |  |  |  |  |  |  |  |  |  |  |  |  |  |  |  |  |
|                               |                               | Yolanda ∞Boleslao de la Gran Polonia | Yolanda ∞Boleslao de la Gran Polonia | Yolanda ∞Boleslao de la Gran Polonia | Yolanda ∞Boleslao de la Gran Polonia | Yolanda ∞Boleslao de la Gran Polonia | Yolanda ∞Boleslao de la Gran Polonia |            |            | Esteban V de Hungría ∞Isabel la Cumana | Esteban V de Hungría ∞Isabel la Cumana | Esteban V de Hungría ∞Isabel la Cumana | Esteban V de Hungría ∞Isabel la Cumana | Esteban V de Hungría ∞Isabel la Cumana | Esteban V de Hungría ∞Isabel la Cumana |                            |                            | Margarita                                                                                   | Margarita                  | Margarita                  | Margarita                  | Margarita | Margarita |                        |                        | Bela ∞Cunegunda de Brandenburgo | Bela ∞Cunegunda de Brandenburgo | Bela ∞Cunegunda de Brandenburgo | Bela ∞Cunegunda de Brandenburgo | Bela ∞Cunegunda de Brandenburgo | Bela ∞Cunegunda de Brandenburgo |                                 |                                 |                                 |                                 |                                 |                                 |  |  |                            |                            |                            |                            |                            |                            |  |  |  |  |  |  |  |  |  |  |  |  |  |  |  |  |  |  |  |  |  |  |  |  |  |  |  |  |  |  |  |  |  |  |  |  |  |  |  |  |

## Legado

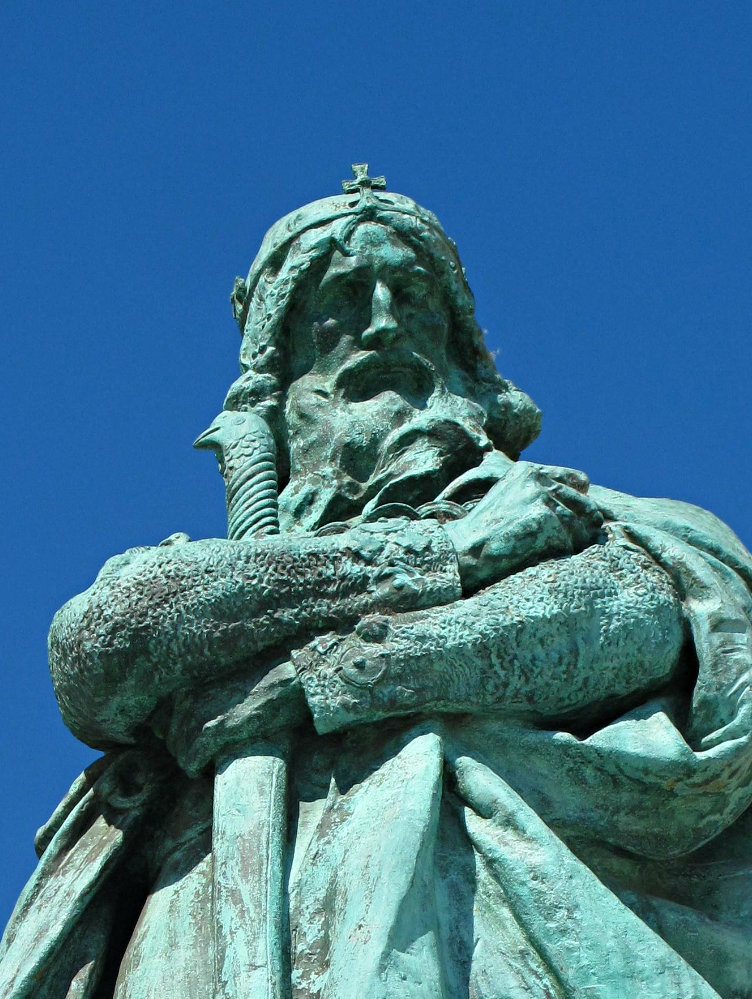
Estatua de Bela IV en la plaza de los Héroes (Budapest).

Bryan Cartledge escribe que Bela «reorganizó la estructura del gobierno, restableció el estado de derecho, repobló un campo devastado, alentó el crecimiento de las ciudades, creó la nueva ciudad real de Buda y revivió la vida comercial del país» durante su reinado de tres décadas. El epíteto póstumo del rey húngaro, el «segundo fundador del Estado húngaro» (en húngaro: második honalapító), muestra que la posteridad le atribuyó la supervivencia de Hungría a la invasión mongola. Por otro lado, el Chronicon Pictum señala que Bela «era un hombre de paz, pero en la conducción de ejércitos y batallas era el menos afortunado» al narrar su derrota en la batalla de Kressenbrunn. La misma crónica conservó el siguiente epigrama que estaba escrito en su tumba:

«Miren esta querida vista, tres tocan el altar de la Virgen,
El rey, el duque y la reina, a quien asisten las alegrías triples.
Mientras su poder, el rey Bela, perduraba,
el fraude se escondió, la paz floreció y la virtud reinó».
Chronicon Pictum.